# شاير
شاير هي مدينة تقع في إقليم تيغراي، إثيوبيا بالقرب من الحدود مع إريتريا.